# حارة شعوب السائلة (صنعاء)
حارة شعوب السائلة هي إحدى حارات حي شعوب بمديرية شعوب إحد مديريات العاصمة اليمنية صنعاء، بلغ تعداد سكانها 295 نسمة حسب تعداد اليمن لعام 2004.